# Navjot Singh Sidhu
Navjot Singh Sidhu (* 20. Oktober 1963 in Patiala) ist ein indischer Politiker, Fernsehmoderator und ehemaliger Cricketspieler. Derzeit ist er Minister für lokale Verwaltung, Tourismus, Kultur und Museen des Bundesstaates Punjab.

## Leben

### Kindheit und Ausbildung
Sidhu wurde in eine Sikh-Familie geboren. Sein Vater, Sardar Bhagwant Singh, war ein guter Cricketspieler und förderte seinen Sohn.

### Cricketkarriere

#### Beginn der Karriere
Als Cricketspieler spielte er ab 1981 First-Class-Cricket für Punjab im nationalen indischen Cricket. Nachdem ihm als Spieler der North Zone in einem Tour-Spiel gegen die West Indies ein Century gelungen war, wurde er für den dritten Test der Tour nominiert. Als ihm nur 20 Runs in 90 Minuten gelangen, wurde er vom Publikum buhend verabschiedet und von den Medien als Strokeless Wonder bezeichnet. Er hatte noch einen weiteren Auftritt bei der Tour im fünften Test, wurde anschließend jedoch zunächst nicht mehr für die Nationalmannschaft nominiert.
Daraufhin spielte er zunächst ein Jahr kein Cricket, während er seinen Uni-Abschluss machte. Als sein Vater 1985 verstarb, konzentrierte er sich wieder aufs Cricket. Vier Jahre nach seinem umstrittenen Debüt wurde er bei der Nominierung für den Cricket World Cup 1987 wieder für die Nationalmannschaft berücksichtigt. In seinem ODI-Debüt in einem Gruppenspiel gegen Australien erzielte er 73 Runs. Auch in den weiteren Spielen wusste er zu überzeugen und ihm gelangen in seinen ersten vier ODIs vier Fifties. Auch im Jahr später folgenden Asia Cup konnte Sidhu überzeugen und wurde als Spieler des Turniers gewählt.

#### Etablierung im Test-Team
Seinen nächsten Test spielte er im November 1988 dann auf der Tour gegen Neuseeland, bei dem ihm mit 116 Runs ein Century gelang. Ein weiteres Century gelang ihm im vierten Test bei der Tour in den West Indies am Ende der Saison. Sein erstes ODI-Century erzielte er 1989 in einem Drei-Nationen-Turnier in Sharjah gegen Pakistan.
In der Folge hatte Sidhu deutlich mehr Probleme. Auf der Tour in Pakistan rettete er zusammen mit Sachin Tendulkar im letzten Test im zweiten  Innings das Remis und wurde als Man of the Match ausgezeichnet. Bei der folgenden Tour in Neuseeland verletzte er sich am Handgelenk und konnte die Tour nicht beenden. Gegen England und Australien konnte er nicht überzeugen. So kam es, dass er für die Tour in Südafrika 1992/93 nicht mehr für das Team berücksichtigt wurde.
Für die folgende Tour gegen England kam er ins Team zurück und erzielte im zweiten Test in Madras ein Century. Auch in der ODI-Serie der Tour konnte er überzeugen und wurde Man of the Series. Weitere Centuries gelangen ihm in der Test-Serie in Sri Lanka 1993 und sowohl in der Test- als auch in der ODI-Serie auf der Tour Sri Lankas in Indien in der Saison darauf. Auch bei der Tour der West Indies 1994/95 gelang ihm ein Century, jedoch wurden seine Leistungen im Test-Cricket deutlich schwächer. Bei der Tour Indiens in England 1996 geriet er mit seinem Kapitän Mohammad Azharuddin aneinander und entschied sich die Tour nach dem zweiten ODI zu verlassen. Sidhu fühlte sich durch Spitznamen die Azharuddin ihm gab angegriffen, jedoch stellte sich später bei der Untersuchung des indischen Verbandes heraus, dass dieses auf kulturellen Missverständnissen beruhte. Beim zweiten Test in den West Indies 1996/97 in Port of Spain gelang ihm mit 201 Runs sein einziges Double-Century. Jedoch war dieses so langsam gespielt, dass das Spiel Remis endete. Seine letzten beiden Test-Centuries erzielte er jeweils gegen Sri Lanka im Jahr 1997, sowohl auswärts in Colombo als auch daheim in Mohali. 1998 spielte er noch weiter im Team, konnte aber keine überzeugenden Leistungen mehr erzielen. So spielte er im September 1998 gegen Pakistan sein letztes ODI und im Januar 1999 gegen Neuseeland seinen letzten Test. Nachdem er nicht mehr nominiert worden war, erklärte er im Dezember 1999 seinen Rücktritt von allen Formen des Crickets. Sein Spitzname war Sixer Sidhu in Anlehnung an seine aggressive Spielweise und Jonty Sidu in Anlehnung an sein gutes Fielding.

### Kommentatorenkarriere
Nach seiner Cricketkarriere arbeite Sidhu als Kommentator. So kommentierte er beispielsweise die Indiens Tour in Sri Lanka 2001 und in der Indian Premier League 2014. Dabei ist Sidhu als Kommentator für seine Bonmot bekannt und beliebt. Bei ESPN wurde er als Kommentator wegen der Verwendung von vulgärer Sprache entlassen und war anschließend bei TEN Sports als Kommentator tätig. Des Weiteren ist Sidhu im indischen Fernsehen in verschiedenen Shows zu sehen.

### Anklage wegen Mordes
1988 kam es zu einem Vorfall im Straßenverkehr, bei dem es zu einem Streit kam. Bei diesem sollen Sidhu, der zusammen mit Rupinder Singh Sandhu unterwegs war, Gunam Singh mit Faustschlägen am Kopf attackiert haben. Gunam Singh verstarb kurz darauf im Krankenhaus. Nachdem Sidhu und Sandhu 1991 des Mordes beschuldigt wurden, wurden diese zunächst 1999 freigesprochen. 2006 wurde das Urteil durch den High Court geändert und beide zu drei Jahren Haft auf Grund von culpable homicide verurteilt. Der Supreme Court of India entschied 2007 jedoch, dass das Urteil ausgesetzt wird. Im Mai 2018 wurde er vom Surpreme Court freigesprochen, und stattdessen zu einer Geldstrafe auf Grund der Zufügung von Verletzungen verurteilt. Seit September 2018 wird das Verfahren vor dem Surpreme Court neu verhandelt.

### Politische Karriere
Sidhu wurde als Parteimitglied der Bharatiya Janata Party im Wahlkreis Amritsar in die Lok Sabha gewählt. Er trat jedoch nach seiner Verurteilung vom Mandat zurück. Nachdem das Urteil durch den Surpreme Court ausgesetzt wurde, gewann er das Mandat in der Lok Sabha erneut. Er setzte sich bei der Wahl gegen Surinder Singla durch und gewann mit 77.626 Stimmen. Navjot Singh Sidhu ist der derzeitige Präsident der World Jat Aryan Foundation. Sidhu trat 2017 der Kongresspartei bei und gewann ein Mandat bei den Regionalwahlen 2017 im Punjab. Navjot Singh Sidhu wurde im August 2018 vom pakistanischen Politiker, Imran Khan, zu seiner Vereidigung eingeladen. Sidhu wurde für die Umarmung von pakistanischen Armeechef, Qamar Javed Bajwa scharf kritisiert. Sidhu gab jedoch an, dass der Armeechef ihm versicherte, die Ruhestätte von Guru Nanak zum 550. Geburtstag für die Sikhs zu öffnen.